# Gnieździłowo

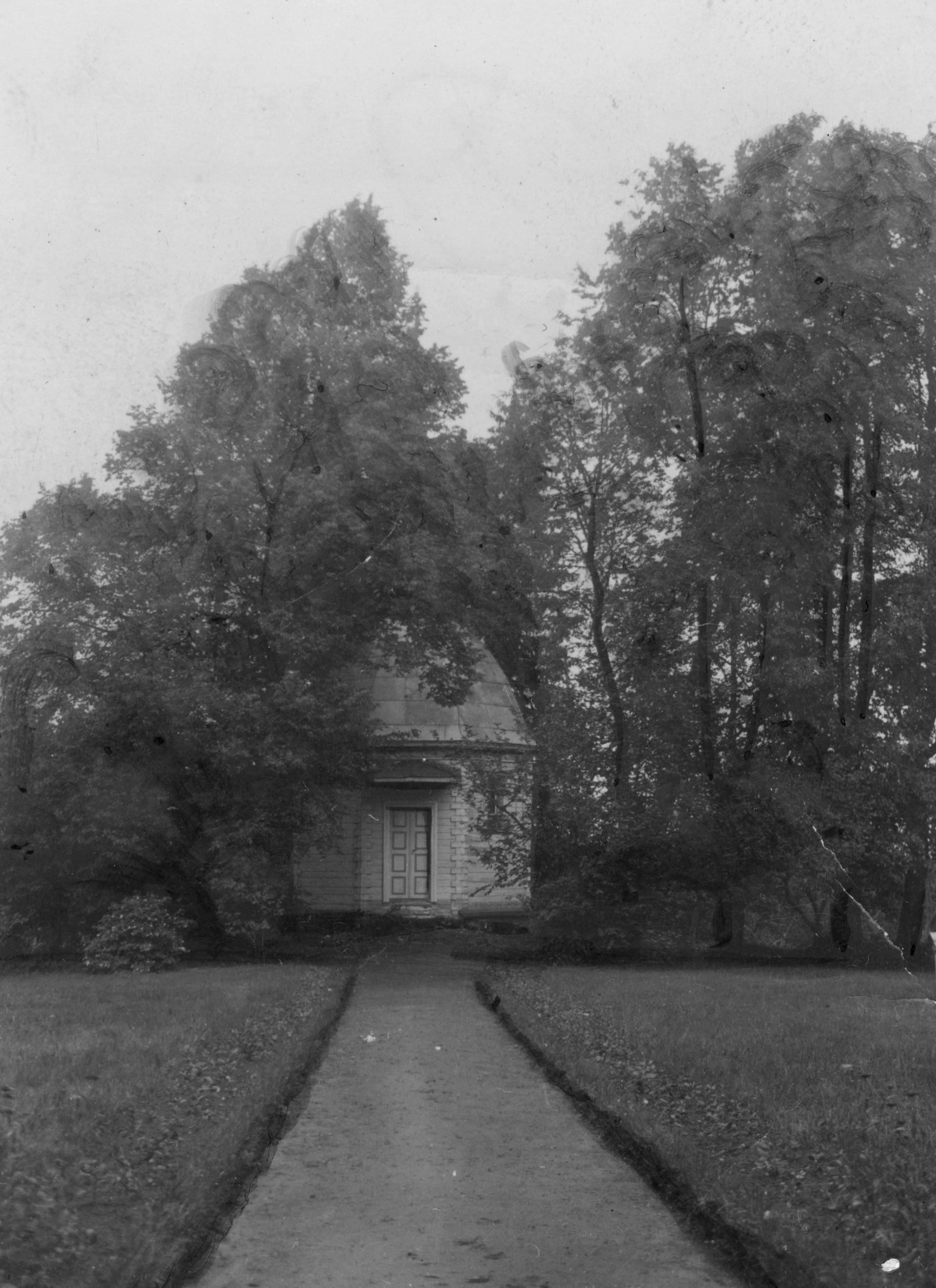
Widok ogólny lamusa

Gnieździłowo, Hnieździłowo, Hnieździłów (błr. Гняздзілава, Hniazdziława; ros. Гнездилово, Gniezdiłowo) – agromiasteczko na Białorusi, w obwodzie witebskim, w rejonie dokszyckim, około 6 km na południe od Dokszyc.

## Historia
W 1407 roku książę Witold podarował miejscowość bojarowi Wojciechowi Moniwidowi, który miał dwie córki. Wychodząc za mąż Zofia Moniwid wniosła w wianie południowe Gnieździłowo Mikołajowi Radziwiłłowi, natomiast Jadwiga wniosła północne Gnieździłowo w posagu Olechnie Sudymuntowiczowi. W wyniku kolejnych ślubów i spadków północny Gnieździłowo przeszło w ręce Stanisława Naruszewicza. W 1613 roku syn Stanisława Wojciech sprzedał majątek rodzinie Rudominów, którzy z kolei sprzedali go Józefowi Korsakowi, fundatorowi klasztoru karmelitów bosych w Głębokiem, który podarował majątek założonemu przez siebie klasztorowi. W pierwszej połowie XVII wieku wybudowano we wsi kościół, który został zburzony w czasie wojny polsko-rosyjskiej w latach 1654-1667. Po tej wojnie wybudowano tu kościół unicki fundacji Kiszków, który funkcjonował do 1842 roku, kiedy w ramach kasaty władze skonfiskowały wszystkie własności unitów i karmelitów. Kościół unicki przekształcono na cerkiew prawosławną, która istniała do 1943 roku (gdy została spalona 30 września 1943 roku przez Niemców, wraz z całym północnym Gnieździłowem). W końcu XVIII wieku miejscowość posiadała status wsi duchownej i położona była w powiecie oszmiańskim, w województwie wileńskim. Po kasacie Gnieździłowo przez kilkadziesiąt lat należało do władz carskich, po czym pod koniec XIX wieku stało się własnością rodziny Koziełł-Poklewskich. Ostatnim właścicielem dóbr był Mirosław Słotwiński, syn Wilhelminy Koziełł-Poklewskiej i Józefa Słotwińskiego.
W 1949 roku urządzono tu kołchoz. W 2013 roku miejscowość była agromiasteczkiem i sąsiadowała z Północnym Gnieździłowem (Паўночнае Гняздзілава) i Południowym Gnieździłowem (Паўднёвае Гняздзілава).

## Dawne zabytki
- Istniejący tu do II wojny światowej murowany dwór został wybudowany w pierwszej połowie XIX wieku, później znacząco rozbudowany. Przy lewym skrzydle dworu stała obszerna, w całości oszklona oranżeria, służąca jako ogród zimowy[3].
- Przed 1914 rokiem istniała tu cerkiew pw. Narodzenia Matki Bożej.

Majątek w Gnieździłowie został opisany w 1. tomie Dziejów rezydencji na dawnych kresach Rzeczypospolitej Romana Aftanazego.